# Michal Tomič
Michal Tomič (Skalica, 30 de marzo de 1999) es un futbolista eslovaco que juega en la demarcación de defensa para el F. C. Spartak Trnava de la Superliga de Eslovaquia.

## Selección nacional
Tras jugar en las categorías inferiores de la selección, finalmente hizo su debut con la selección de fútbol de Eslovaquia en un partido de clasificación para la Eurocopa 2024 contra Luxemburgo que finalizó con un resultado de empate a cero.

## Clubes
| Club                          | País            | Año       | Partidos | Goles |
| ----------------------------- | --------------- | --------- | -------- | ----- |
| U. C. Sampdoria               | Italia          | 2017-2018 | 0        | 0     |
| MSK Žilina II                 | Eslovaquia      | 2018-2019 | 4        | 2     |
| MSK Žilina                    | Eslovaquia      | 2019-2020 | 41       | 4     |
| 1. F. C. Slovácko             | República Checa | 2020-2023 | 69       | 3     |
| F. K. Mladá Boleslav (cedido) | República Checa | 2023      | 9        | 1     |
| S. K. Slavia Praga            | República Checa | 2023-2024 | 32       | 2     |
| F. K. Bodø/Glimt (cedido)     | Noruega         | 2024      | 5        | 0     |
| MFK Karviná (cedido)          | República Checa | 2025      | 6        | 2     |
| F. C. Spartak Trnava          | Eslovaquia      | 2025-     |          |       |

## Palmarés

### Títulos nacionales
| Título                     | Club              | País            | Año  |
| -------------------------- | ----------------- | --------------- | ---- |
| Copa de la República Checa | 1. F. C. Slovácko | República Checa | 2022 |
| Eliteserien                | F. K. Bodø/Glimt  | Noruega         | 2024 |